# كاترينا بويد
كاترينا بويد (بالإنجليزية: Katrina Boyd)‏ (12 ديسمبر 1971 بأستراليا - ) هي لاعبة كرة قدم أسترالية في مركز الهجوم. شاركت مع منتخب أستراليا لكرة القدم للسيدات.